# Lucía Mayorga
Lucía Mayorga Garrido Cortés (Cochabamba, 1998) es una ilustradora y educadora boliviana. 

## Trayectoria
Lucía se formó en teatro en la escuela Hecho a Mano en su ciudad natal. Luego se trasladó a La Paz para estudiar Literatura en la Universidad Mayor de San Andrés, de donde se graduó con honores. Estando en La Paz comenzó a ilustrar, labor que se convirtió en su principal actividad. Ha realizado ilustraciones para publicaciones literarias, musicales, periodísticas y de investigación social. También es parte de un podcast que se dedica al periodismo independiente y de UTAMA, una comunidad educativa. Como ilustradora, se ha formado con artistas como Decur. En 2022 ganó el concurso de Libro Álbum organizado por la Fundación SImón I. Patiño.

## Obra
- Desorden (libro álbum con textos de Gabriel Mamani Magne) 2022, ganador del VII Concurso Libro Álbum Ilustrado para Niñas y Niños.[4]
- Aruni, viajera en el tiempo (con relatos orales recopilados por el MUSEF) 2022.[5]
- Guía de lectura de El Otro Gallo de Jorge Suárez, 2020.[6]